# Дријаде
Дријаде (грч. Δρυάδες) (лат. Dryades) су биле шумске нимфе у старогрчкој митологији.

## Митологија
Дријаде су бесмртне, за разлику од осталих врста, Хамадријада и Мелијада, које су живеле у храстовом дрвећу и умирале заједно с њим. Омиљена забава многих нимфи био је лов. Ове нимфе су често биле дружбенице богиње Артемиде или Дијане, богиње лова. Она је била моћна богиња шума и господарица дивљих звери. Због великог броја нимфи које су је пратиле, понекад се назива и богињом нимфи.
Многе нимфе су покушавале да се такмиче с Артемидом, не само у лову, већ и чувању девичанства. То је често било немогуће, јер су моћни богови — Зевс, Посејдон, Аполон или смртни људи, као Миној, често покушавали да их заведу или отму. Међутим, мало нимфи је успело да побегне заљубљеним боговима или људима и да сачува своју чедност.